# Célestin Sieur
Célestin Sieur né le 27 décembre 1860 à La Faye et mort le 12 juin 1955 à Paris, est un chirurgien militaire français, médecin général inspecteur. Il a été nommé président de l'Académie nationale de médecine en 1939.

## Biographie
Célestin Sieur, fils de Pierre Sieur, propriétaire cultivateur, et de Marie Queron. Après avoir fréquenté l'école communale et avoir été initié aux débuts du latin et du grec par le curé du village, Célestin Sieur concourt pour une bourse. En 1874, il est admis, et rejoint son frère qui vient d'être nommé au collège de Fontenay-le-Comte. Sous la direction de ce frère, il conquiert ses diplômes de l'enseignement secondaire. François Picavet qui, préparait l'agrégation de philosophie fut, à Fontenay-le Comte, son professeur de philosophie. À l'issue de ses études à Fontenay-le-Comte, son frère aîné l'oriente définitivement vers les études médicales. 
Le 1er décembre 1878, Sieur arrive à Bordeaux à la Faculté de Médecine. Tout en suivant les cours et les travaux pratiques, il obtient, grâce à l'intervention d'un ami de sa famille, une place de maître surveillant dans une école libre, ce qui lui assure le vivre et le couvert dans des conditions modestes. Il a comme professeurs Demons en chirurgie, Pitres en médecine et Badal en ophtalmologie.
Reçu externe en 1880, il prépare à la fois le concours de l'internat et celui d'élève du Service de santé militaire. Il est reçu aux deux concours en 1881. Parmi ses camarades d'internat, Maurice de Fleury et Pierre Sebileau qu'il devait tous deux retrouver plus tard à Paris, ainsi que Jean Hyacinthe Vincent, de deux ans plus jeune que lui et qui devint dans la suite son collègue au Val-de-Grâce.
Marié le 14 avril 1887 à Niort (Deux-Sèvres) avec Marie Amélie Jacomella, il s'est remarié, après veuvage, avec Berthe Anna Constance Delory, veuve Perrioud.

## Carrière militaire
Il entre le 13 septembre 1881, à École du service de santé des armées de Bordeaux ; Interne des hôpitaux, il enseigne l'anatomie en qualité de moniteur et chargé de conférences d'anatomie à la Maternité. Après avoir soutenu, sous la présidence de son maître Pitres, une thèse, honorée par une médaille d'or, sur la percussion métallique combinée à l'auscultation dans le diagnostic des épanchements liquides de la plèvre (signe du sou), il est reçu au doctorat de médecine en 1883. 
- 1883 : Médecin stagiaire, chirurgien militaire au Val-de-Grâce.
- 1884 : Médecin aide major de 2e classe, Hôpital militaire de Vincennes et Hôpital militaire de Marseille
- 1886 : Médecin aide major de 1re classe au 3e régiment d'infanterie
- 1887 : Médecin aide major de 1re classe au 20e régiment d'artillerie
- 1889 : Médecin aide major de 1re classe,  médecin surveillant, École du service de santé des armées de Lyon-Bron
- 1893 : Médecin-Major de 2e classe, reçu répétiteur d'anatomie et de pathologie chirurgicale à l'École du service de santé des armées de Lyon-Bron.
- 1893 : Direction d'un service de chirurgie à l'Hôpital d'instruction des armées Desgenettes.
- 1896 : Professeur agrégé du Val-de-Grâce. Il se spécialise dans l’Oto-rhino-laryngologie.
- 1899 : Médecin major de 1re classe
- 1902 : Médecin major de 1re classe, Hôpital militaire du Dey de Bab El Oued (futur hôpital Maillot) à Alger
- 1905 : Professeur de chirurgie spéciale au Val-de-Grâce. Une chaire sera créée en 1905 pour la pratique de l'ophtalmologie et de l'Oto-rhino-laryngologie, elle lui sera attribuée.  Directeur des travaux pratiques de médecine opératoire, il organise l'enseignement des spécialités.
- 1912 : Membre titulaire de la Société de chirurgie.
- 1914 : Chef de service au Val-de-Grâce. À la déclaration de guerre, il rend obligatoire la vaccination contre le typhus.
- 1915 : Direction du Service de santé du 20e corps d'armée à Nancy du 28 juillet 1914 au 15 février 1915
- 1915 : Chef supérieur du service de santé de la 8e Armée, en Belgique, médecin-inspecteur du 6 février 1915 au 25 avril 1915. puis de la 10e Armée en Artois
- 1916 : Il réorganise avec le directeur de la santé du Gouverneur militaire de Paris le service hospitalier parisien, installe, en juin 1916, un centre de physiothérapie au Grand Palais, qui centralise les évacués des formations de province proposés pour suivre un traitement physiothérapique ou pour y être éventuellement appareillés.
- 1917 : Nommé Médecin général inspecteur du Service de santé des armées.
- 1918 : Inspecteur du service de santé du groupe d'armées de réserve du Général Fayolle,du 26 mars 1918 au 4 mars 1919.
- 1919 :  Président du Comité consultatif de santé de l'armée et Inspecteur permanent de l'École d'application du Service de santé ainsi que des hôpitaux d'instruction de Paris et de Lyon.
- 1922 : Après sa mise à la retraite en 1922, il se consacre à la Croix-Rouge française.

## Travaux
- De la percussion métallique combinée à l'auscultation dans le diagnostic des épanchements liquides de la plèvre, Bordeaux , 1883
- Le Service de santé pendant la guerre 1914-1918, [S.l.], [s.n.] , [ca 1930]
- Six mois de Direction du Service de santé du XXe corps d'armée, 28 juillet 1914, 15 février 1915, Paris, Charles-Lavauzelle & Cie , 1937

## Mandats
- Membre de la Société parisienne d'Otologie, de Laryngologie et de Rhinologie en 1909, président en 1913.
- Élu membre de l'Académie nationale de médecine, section pathologie chirurgicale, le 3 décembre 1918, suite de l'assassinat du professeur Samuel Pozzi. Président pour 1939. Élu Membre émérite le 18 novembre 1952.
- Membre et président du Conseil d'hygiène publique et de salubrité du département de la Seine. président en 1929.
- Société de Médecine militaire française qu'il présida de 1920 à 1922
- Société française d'histoire de la médecine dont il fut le président en 1928.
- Vice-président de la Croix-Rouge Internationale

## Décorations
- Grand-croix de la Légion d'honneur le 15 avril 1954 [1].

## Hommage
- La Promotion 1956 de École du service de santé des armées de Lyon-Bron porte le nom de "Médecin général inspecteur Sieur".
- Le Collège de Chirurgie d'Édimbourg, désirant honorer le représentant du Service de santé français, le reçut dans son sein comme « honorary fellow » en 1919
- États-Unis membre honoraire de l' « Association of Military Surgeons » en 1919
- Une avenue porte son nom à Ruffec